# Viaducto Martín Gil
Der Viaducto Martín Gil ist eine Eisenbahnbrücke in Spanien, die die Strecke Zamora – A Coruña über den Stausee Embalse de Ricobayo führt, mit dem der Fluss Esla aufgestaut wird. Der nächstgelegene Ort ist Manzanal del Barco, Provinz Zamora, Kastilien und León.
Die in den Jahren 1934 bis 1942 erbaute Brücke war bei ihrer Fertigstellung, gemessen an ihrer Spannweite, die größte Betonbogenbrücke der Welt.

## Name
Die Brücke geht auf Francisco Martín Gil (1896–1933) zurück, der, anders als seine Vorgänger, einen für damalige Verhältnisse außergewöhnlich großen Bogen zu deutlich niedrigeren Kosten vorsah, den er wegen seines frühen Todes aber nicht mehr ausführen konnte. Die Baubehörde gab der Brücke deshalb den offiziellen Namen Viaducto Martín Gil. Mit den weiteren Planungen und der Bauüberwachung wurde Eduardo Torroja Miret beauftragt. Die lange Bauzeit beruht auf Unterbrechungen durch den Spanischen Bürgerkrieg.

## Beschreibung
Die insgesamt 479 m lange Stahlbetonbrücke ist für den zweigleisigen Betrieb ausgelegt, wird aber nur eingleisig betrieben. Ihr großer, den Stausee überspannender Bogen hat eine Spannweite von 192,4 m und eine Pfeilhöhe von 60,1 m. Er wird von zwei mächtigen Pfeilern im Achsabstand von 209,8 m eingerahmt. Auf dem Bogen stehen zu beiden Seiten seines Scheitels in Abständen von 12,5 m je fünf Gruppen von vier filigranen, durch Querriegel miteinander verbundene Stützen, mit denen der Fahrbahnträger aufgeständert wird. Die schmucklose rechtwinklige Anbindung der Stützen an den Fahrbahnträger bildet einen deutlichen Kontrast zu dem Brückenbogen und den ebenso schmucklosen Rundbögen über den steilen Uferhängen. Auf dem östlichen Hang stellen fünf Rundbögen mit Spannweiten von 22 m und zwei kurze, je 7,6 m lange Balkenbrücken den Anschluss an das Hochufer her, auf der westlichen Seite sind es drei Rundbögen und ebenfalls zwei Balkenbrücken.
Der große Bogen besteht aus einem dreizelligen Stahlbeton-Hohlkasten, der im Scheitel 4,5 m hoch und 7,9 m breit ist. Seine Ober- und Untergurte sind an den Kämpfern 1,32 m stark und verjüngen sich zum Scheitel auf 0,90 m. Die Stege sind einheitlich 0,70 m stark. Der Bogen steht nur bei sehr niedrigem Wasserstand des Stausees im Trockenen. Da der Stausee bei Baubeginn bereits gefüllt wurde, wurden die Bogenansätze vorab und mit stärkeren Ausmaßen hergestellt. Der eigentliche Bogen wurde erst nach der Fertigstellung der seitlichen Öffnungen gebaut. Zunächst wurde mit einem Kabelkran ein der Melan-Bauweise entsprechender Bogen aus einem Stahlgerüst erstellt, der als Lehrgerüst für die an ihm befestigten Schalungen diente und einbetoniert wurde. Das Viaducto Martín Gil ist damit auch die größte, in Melan-Bauweise hergestellte Brücke.
Der Fahrbahnträger besteht aus einer von vier Balken getragenen Stahlbetonplatte, die leicht über die Balken auskragt und damit die Breite des Hauptbogens erreicht.
Die Brücke verläuft in ihrem Mittelteil gerade, beschreibt an ihren beiden Enden aber Kurven nach Süden. Sie ist deshalb nicht für den Hochgeschwindigkeitsverkehr geeignet, für den eine neue Strecke etwa 8 km weiter nordöstlich gebaut wurde.